# Vieilles-Maisons-sur-Joudry
Vieilles-Maisons-sur-Joudry est une commune française située dans le département du Loiret en région Centre-Val de Loire.

## Géographie

### Situation
Vieilles-Maisons est à 144 kilomètres au sud de Paris. La ville la plus proche est Lorris, le chef-lieu de canton, à 5 kilomètres à l'est. Montargis est à 29 kilomètres au nord-est, Gien à 32 kilomètres au sud-est et Orléans à 49 kilomètres à l'ouest.

### Lieux-dits et écarts
La commune compte 89 voies dont 63 lieux-dits administratifs répertoriés.
A
- l'Allerie
- la Petite Allerie

B
- Bel-Air
- les Bruyères Blanches

C
- les Carbonnières
- le Carrefour
- Chanteloup
- la Corjonnière
- Coutard

F
- la Folie

G
- Glatigny
- les Gléaux
- Grignon[3]
- la Griffonnière

H
- la Happardière
- le Grand Hôtel

M
- Maison forestière Auguste Boussogne
- Maison forestière de Platteville
- Maison Rouge
- les Petites Maisons
- le Matagon
- les Mauvinières
- la Menaudière
- les Michelins
- les Minets
- le Mordereau
- la Motte Joudry
- le Moulin

N
- la Noue
- la Grande Noue
- la Petite Noue

P
- le Palmin
- Petite Plateville
- la Pitazière
- la Pointe
- le Pré Cormier
- le Pré Garnier

Q
- les Quinières

R
- la Renaudière
- la Reverdière

S
- le Grand Sauvage
- le Petit Sauvage

T
- le Terrefort
- les Terres Rouges
- le Tilloy

### Géologie et relief

#### Géologie
La commune se situe dans le sud du Bassin parisien, le plus grand des trois bassins sédimentaires français. Cette vaste dépression, occupée dans le passé par des mers peu profondes et des lacs, a été comblée, au fur et à mesure que son socle s’affaissait, par des sables et des argiles, issus de l’érosion des reliefs alentours, ainsi que des calcaires d’origine biologique, formant ainsi une succession de couches géologiques.
Les couches affleurantes sur le territoire communal sont constituées de roches sédimentaires datant du Cénozoïque, l'ère géologique la plus récente sur l'échelle des temps géologiques, débutant il y a 66 millions d'années. La formation la plus ancienne est des marnes et sables de l'Orléanais remontant à l’époque Miocène de la période Néogène. La formation la plus récente est des sables et argiles de Sologne remontant à l’époque Miocène de la période Néogène. Le descriptif de ces couches est détaillé dans  les feuilles « n°364 - Bellegarde-du-Loiret » et « n°399 - Châteauneuf-sur-Loire » de la carte géologique au 1/50 000ème du département du Loiret, et leurs notices associées,.

Carte géologique de la commune.

| Ère                   | Période                  | Époque                                                                | Formations géologiques |
| --------------------- | ------------------------ | --------------------------------------------------------------------- | --- |
| Cénozoïque (0 - 66.0) | Quaternaire (0 - 2.58)   | Holocène                                                              | non présent |
| Cénozoïque (0 - 66.0) | Quaternaire (0 - 2.58)   | Pléistocène                                                           | non présent |
| Cénozoïque (0 - 66.0) | Néogène (2.58 - 23.03)   | Pliocène                                                              | non présent |
| Cénozoïque (0 - 66.0) | Néogène (2.58 - 23.03)   | Miocène                                                               | \| \| m3-p1SASo : \| sables et argiles de Sologne, Langhien supérieur à Pliocène inférieur \| \| \| m2MSO : \| marnes et sables de l'Orléanais, Burdigalien \| |
| Cénozoïque (0 - 66.0) | Paléogène (23.03 - 66.0) | Oligocène                                                             | non présent |
| Cénozoïque (0 - 66.0) | Paléogène (23.03 - 66.0) | Éocène                                                                | non présent |
| Cénozoïque (0 - 66.0) | Paléogène (23.03 - 66.0) | Paléocène                                                             | non présent |
|                       | m3-p1SASo :              | sables et argiles de Sologne, Langhien supérieur à Pliocène inférieur | |
|                       | m2MSO :                  | marnes et sables de l'Orléanais, Burdigalien                          | |

#### Relief
La superficie cadastrale de la commune publiée par l’Insee, qui sert de références dans toutes les statistiques, est de 16,46 km2,. La superficie géographique, issue de la BD Topo, composante du Référentiel à grande échelle produit par l'IGN, est quant à elle de 16,38 km2. Son relief est relativement plat puisque la dénivelée maximale atteint 28 mètres. L'altitude du territoire varie entre 113 m et 141 m.

### Hydrographie

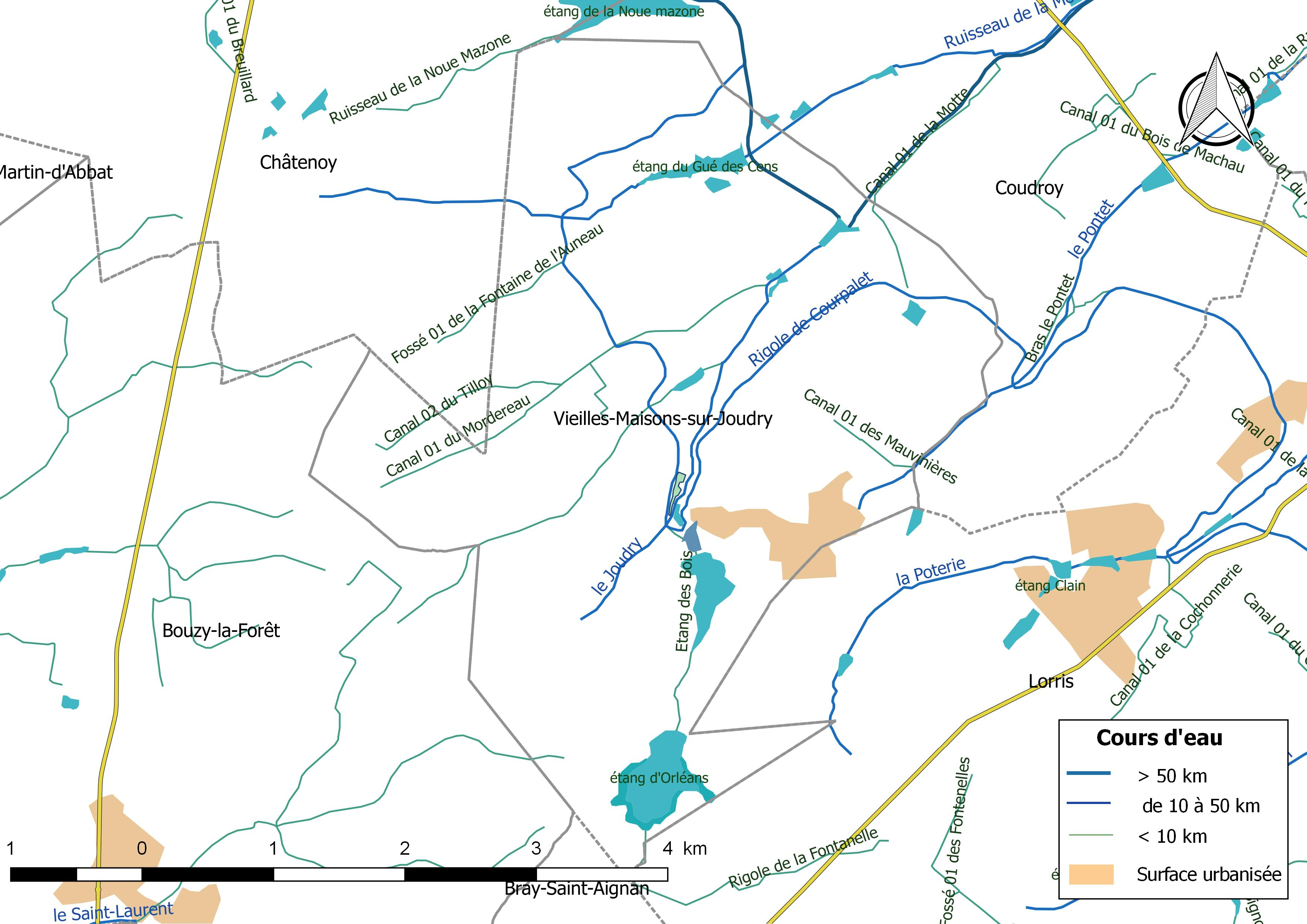
Réseau hydrographique de Vieilles-Maisons-sur-Joudry.

Vieilles-Maisons est la seule commune du canton de Lorris faisant partie du bassin versant de la Loire (les autres communes du même canton font partie du bassin versant de la Seine).
La commune est traversée par le canal d'Orléans (1,595 km). Le réseau hydrographique communal, d'une longueur totale de 29,41 km, comprend un autre cours d'eau notable, le Ruisseau de la Motte (2,363 km), et divers petits cours d'eau dont le canal 01 de la Motte (0,704 km), le canal 01 du Mordereau (3,299 km), le canal 02 du Tilloy (1,135 km), le fossé 01 de la Fontaine de l'Auneau (0,597 km), le fossé 01 des Petites Maisons (2,427 km), la rigole de la Fontanelle (1,747 km), le canal 01 des Mauvinières (0,722 km), Canal 01 du Tilloy (0,576 km) et l'étang des Bois (1,112 km).
Le canal d'Orléans court sur 78,65 kilomètres entre Orléans, où il débouche dans la Loire et Châlette-sur-Loing, où il rejoint le canal du Loing et le canal de Briare au niveau du bief de Buges. Sur la commune se situe les biefs de Grignon (biefs du Gué des Cens, du Milieu de Grignon et du Bas-de-Grignon). Le canal est en plein essor de 1692 à 1793. De 1 500 à 2 000 bateaux remontent chaque année la Loire depuis Nantes pour gagner Paris. Mais avec la concurrence du rail, le trafic diminue puis disparaît complètement au début du XXe siècle. Le canal est déclassé en 1954 des voies navigables et entre dans le domaine privé de l’État.
Le Ruisseau de la Motte, d'une longueur totale de 10,7 km, prend sa source dans la commune de Châtenoy et se jette  dans le canal d'Orléans à Coudroy, après avoir traversé cinq communes.
Sur le plan piscicole, le Ruisseau de la Motte est classé en deuxième catégorie piscicole. L'espèce biologique dominante est constituée essentiellement de poissons blancs (cyprinidés) et de carnassiers (brochet, sandre et perche).

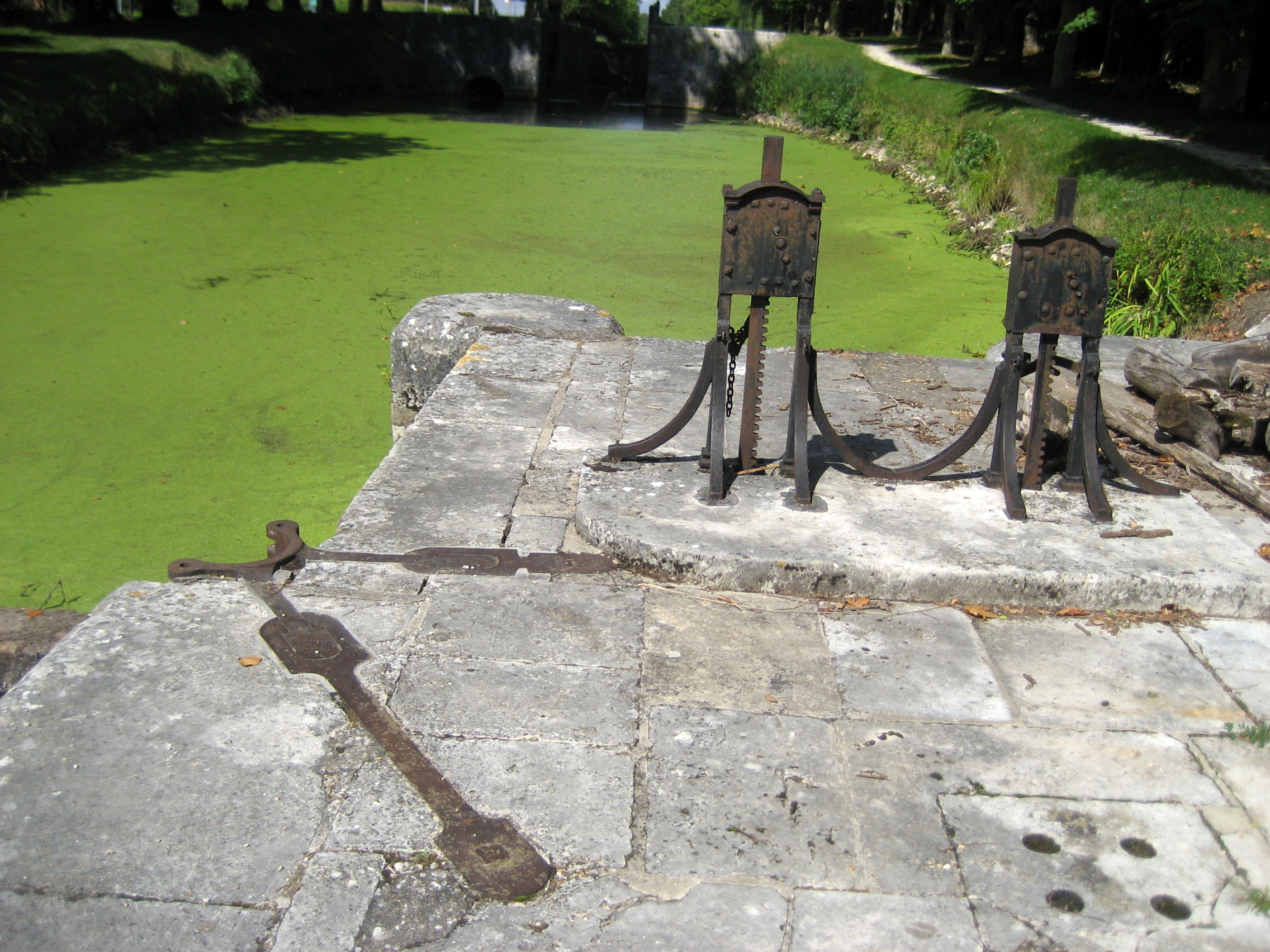
Écluse du Milieu de Grignon.
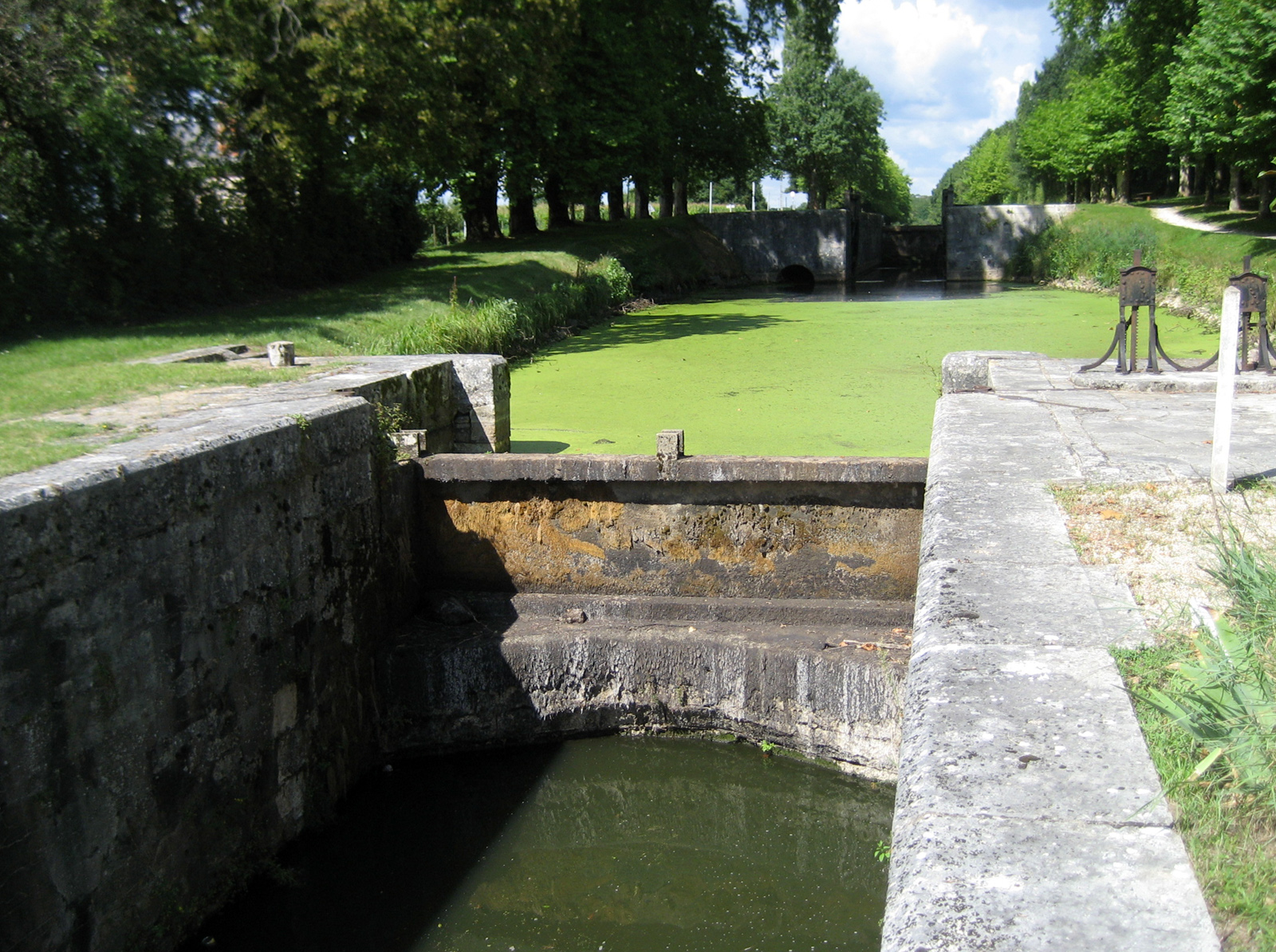
Écluse du Milieu de Grignon.
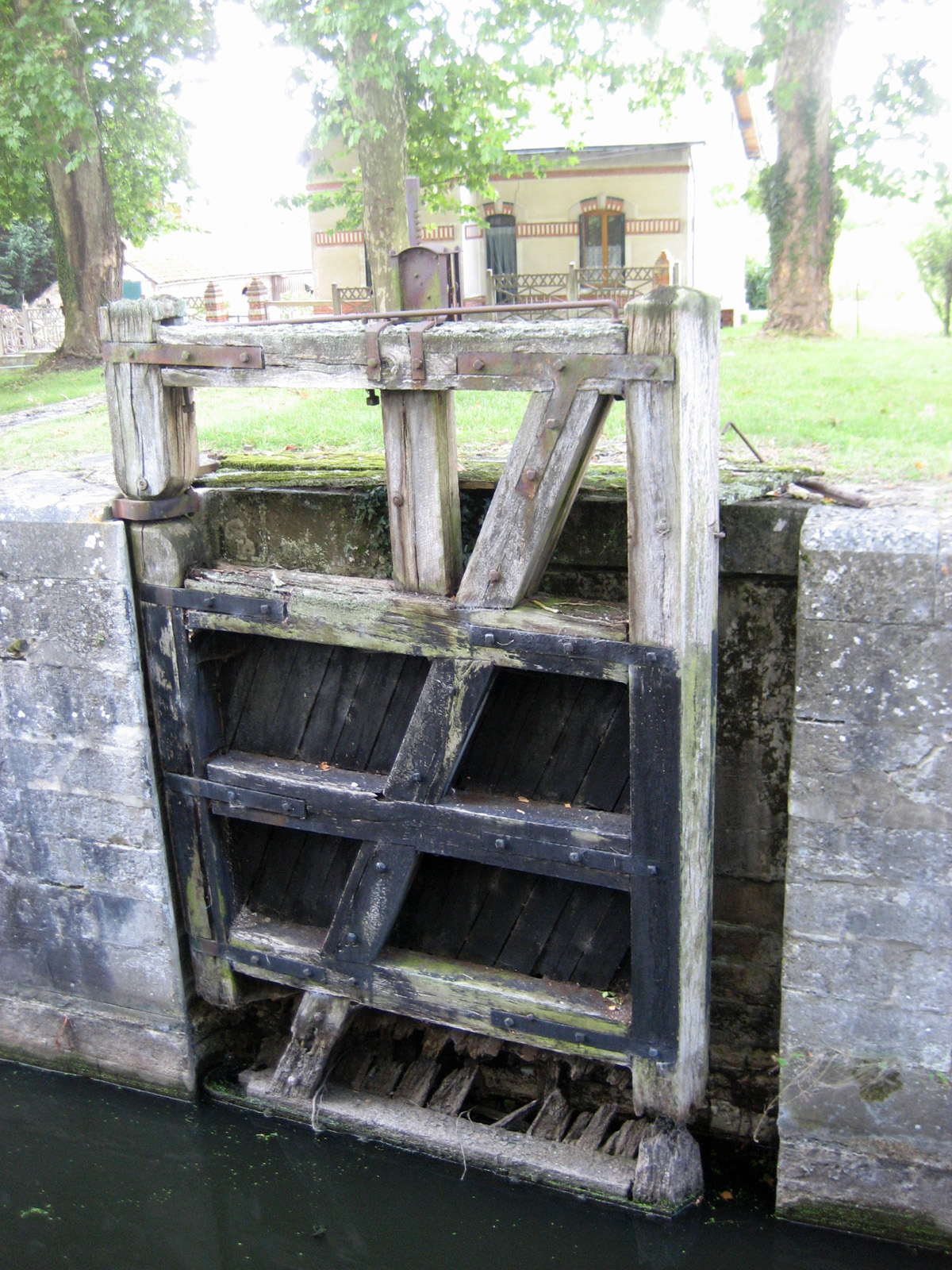
Écluse du Gué des Cens.
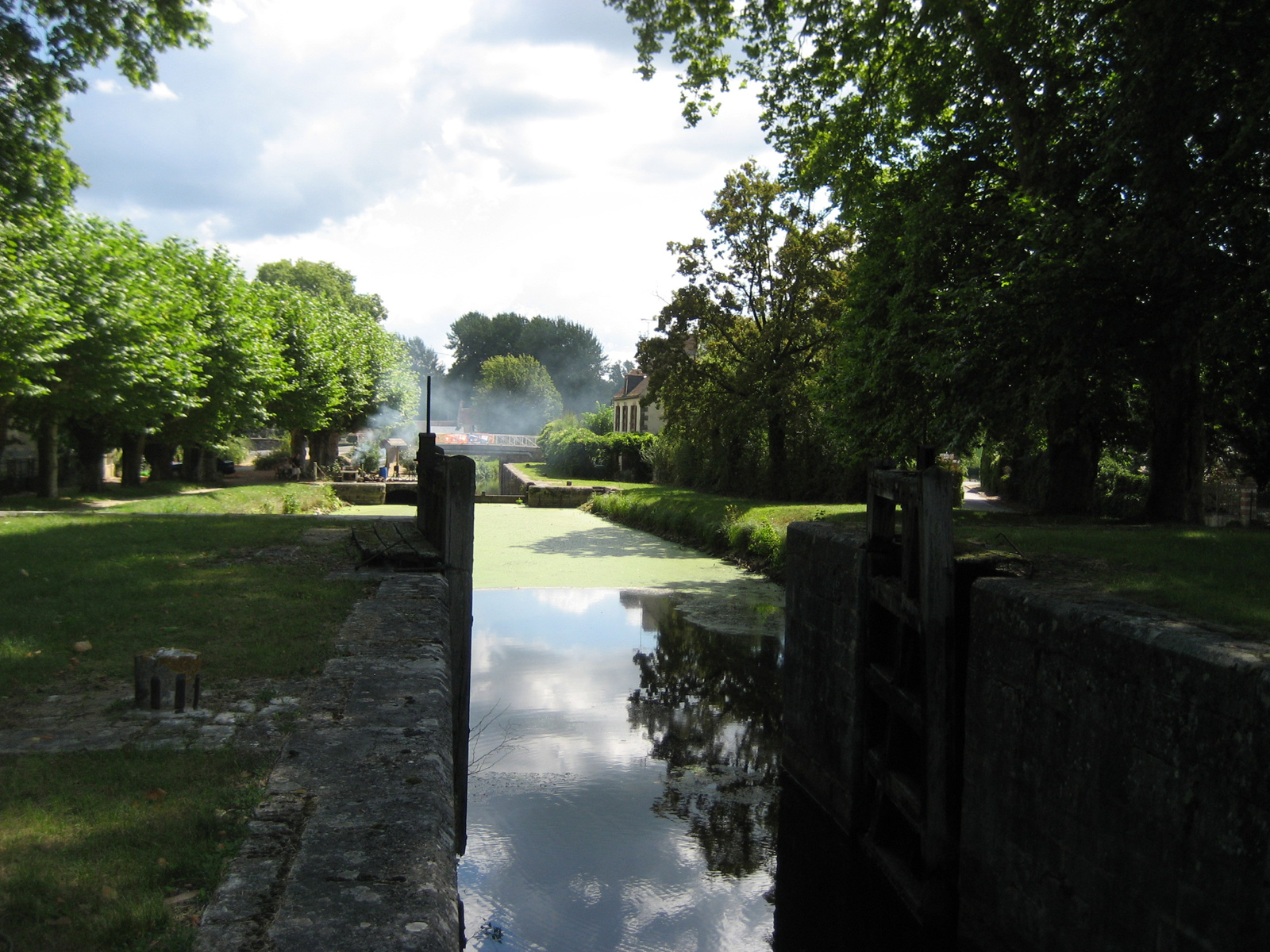
Écluse du Gué des Cens.

### Climat
Pour des articles plus généraux, voir Climat du Centre-Val de Loire et Climat du Loiret.
En 2010, le climat de la commune est de type climat océanique dégradé des plaines du Centre et du Nord, selon une étude du CNRS s'appuyant sur une série de données couvrant la période 1971-2000. En 2020, Météo-France publie une typologie des climats de la France métropolitaine dans laquelle la commune est exposée à un climat océanique altéré et est dans la région climatique Centre et contreforts nord du Massif Central, caractérisée par un air sec en été et un bon ensoleillement.
Pour la période 1971-2000, la température annuelle moyenne est de 10,7 °C, avec une amplitude thermique annuelle de 15,2 °C. Le cumul annuel moyen de précipitations est de 695 mm, avec 11,1 jours de précipitations en janvier et 7,3 jours en juillet. Pour la période 1991-2020, la température moyenne annuelle observée sur la station météorologique de Météo-France la plus proche, sur la commune de Saint-Benoît-sur-Loire à 13 km à vol d'oiseau, est de 12,0 °C et le cumul annuel moyen de précipitations est de 687,0 mm,. Pour l'avenir, les paramètres climatiques de la commune estimés pour 2050 selon différents scénarios d'émission de gaz à effet de serre sont consultables sur un site dédié publié par Météo-France en novembre 2022.

### Milieux naturels et biodiversité
On y trouve trois étangs importants : l'étang du Gué des Cens (au nord), l'étang des Bois et l'étang d'Orléans, ce dernier partagé avec la commune de Lorris.

#### Zone spéciale de conservation(Dir. Habitat)
La commune fait partie de la Zone spéciale de conservation (ZSC) de la « Forêt d'Orléans et périphérie », un Site d'Intérêt Communautaire (SIC) selon la directive Habitat. Le premier Arrêté de protection de biotope pour cette ZSC a été passé le 22 décembre 2009 ; le dernier arrêté date du 20 août 2014. La ZSC a une surface de 2 251 hectares et concerne 33 communes.

#### Zone de Protection Spéciale(Dir. Oiseaux)
La commune fait également partie de la zone de protection spéciale (ZPS) de la « Forêt d'Orléans »,, un Site d'Intérêt Communautaire (SIC) selon la directive Oiseaux de 32 177 hectares sur 26 communes.

#### Zones nationales d'intérêt écologique, faunistique et floristique

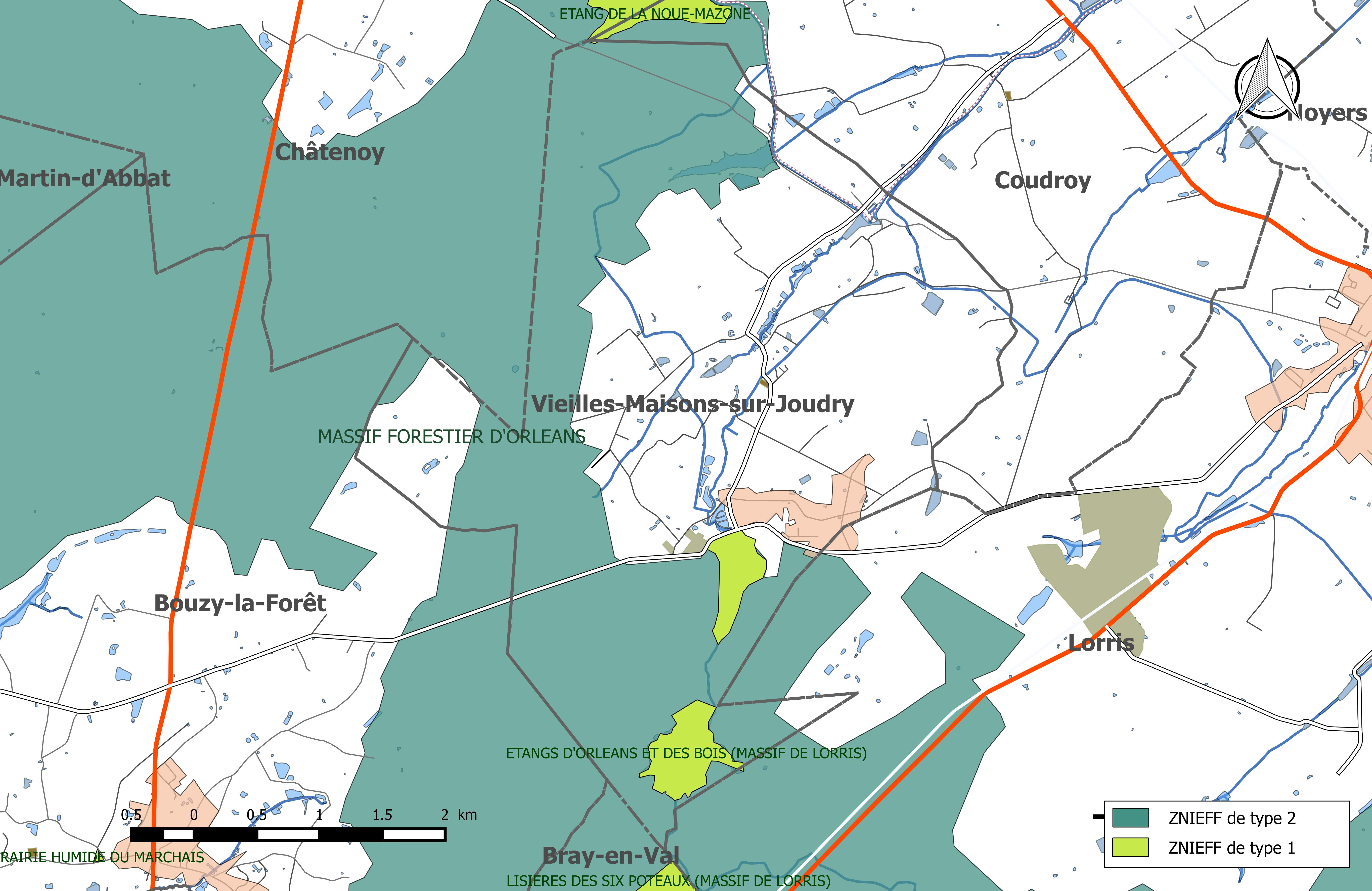
Carte des ZNIEFF de la commune et de ses abords.

Vieilles-Maisons est concernée par deux zones naturelles d'intérêt écologique, faunistique et floristique (ZNIEFF) :
- la ZNIEFF continentale de type 2 du « Massif forestier d'Orléans »[28], soit 36 086,95 hectares, concerne 37 communes dont Vieilles-Maisons ;
- la ZNIEFF continentale de type 1 des « Étangs d'Orléans et des Bois (massif de Lorris) »[29], soit 52,49 hectares, concerne deux communes : Lorris et Vieilles-Maisons et vise en premier lieu l'habitat d'eaux douces des deux étangs. L'étang d'Orléans est une réserve de chasse.

## Toponymie
Joudry est le nom du ruisseau qui arrose le bourg, traversant la commune dans la direction approximative sud-nord.
Les noms connus pour Vieilles-Maisons-sur-Joudry sont :
843 : Vetus Mansiones (Actes de Charles II le Chauve, n° 64) ;
954-972 : Vetus Mansiones (Actes de Lothaire, n° 33, p. 81) ;
9 juin 979 : Vetus Mansiones (Actes Louis V, n° 69, p. 170) ; De Vetulis Mansionibus, XIe s. (Vie de Gauzlin, p. 297) ;
1035 : De Vetulis Mansionibus (Recueil des chartes de l’abbaye de Saint-Benoît-sur-Loire, t. 1, p. 192) ;
1108 : Veteres Domus (Recueil des chartes de l’abbaye de Saint-Benoît-sur-Loire, t. 1, p. 260) ;
1180 : Vetulae Domus (Recueil des chartes de l’abbaye de Saint-Benoît-sur-Loire, t. 2, p. 84) ;
1740 : Vieilles Maisons (B. M. d’Orléans, Ms 995, fol. 257) ;
XVIIIe s. : Vieillesmaisons (carte de Cassini) ;
30 novembre 1918 : Vieilles Maisons sur Joudry, décret.
La forme de 843 est au singulier : ancien ou vieux gîte pour la nuit, ancienne ou vieille auberge, ancienne ou vieille station d’étape. La forme du féminin pluriel de l’adjectif apparaît au XIIe s.
Le simple nom Vieilles-Maisons reste toujours utilisé dans le langage courant.

## Urbanisme

### Typologie
Au 1er janvier 2024, Vieilles-Maisons-sur-Joudry est catégorisée commune rurale à habitat dispersé, selon la nouvelle grille communale de densité à sept niveaux définie par l'Insee en 2022.
Elle est située hors unité urbaine et hors attraction des villes,.

### Occupation des sols
L'occupation des sols de la commune, telle qu'elle ressort de la base de données européenne d’occupation biophysique des sols Corine Land Cover (CLC), est marquée par l'importance des territoires agricoles (47,3 % en 2018), une proportion sensiblement équivalente à celle de 1990 (47,5 %). La répartition détaillée en 2018 est la suivante : 
forêts (37,4 %), prairies (22,5 %), terres arables (22 %), milieux à végétation arbustive et/ou herbacée (9,9 %), eaux continentales (3,1 %), zones agricoles hétérogènes (2,8 %), zones urbanisées (2,3 %).
L'évolution de l’occupation des sols de la commune et de ses infrastructures peut être observée sur les différentes représentations cartographiques du territoire : la carte de Cassini (XVIIIe siècle), la carte d'état-major (1820-1866) et les cartes ou photos aériennes de l'IGN pour la période actuelle (1950 à aujourd'hui).

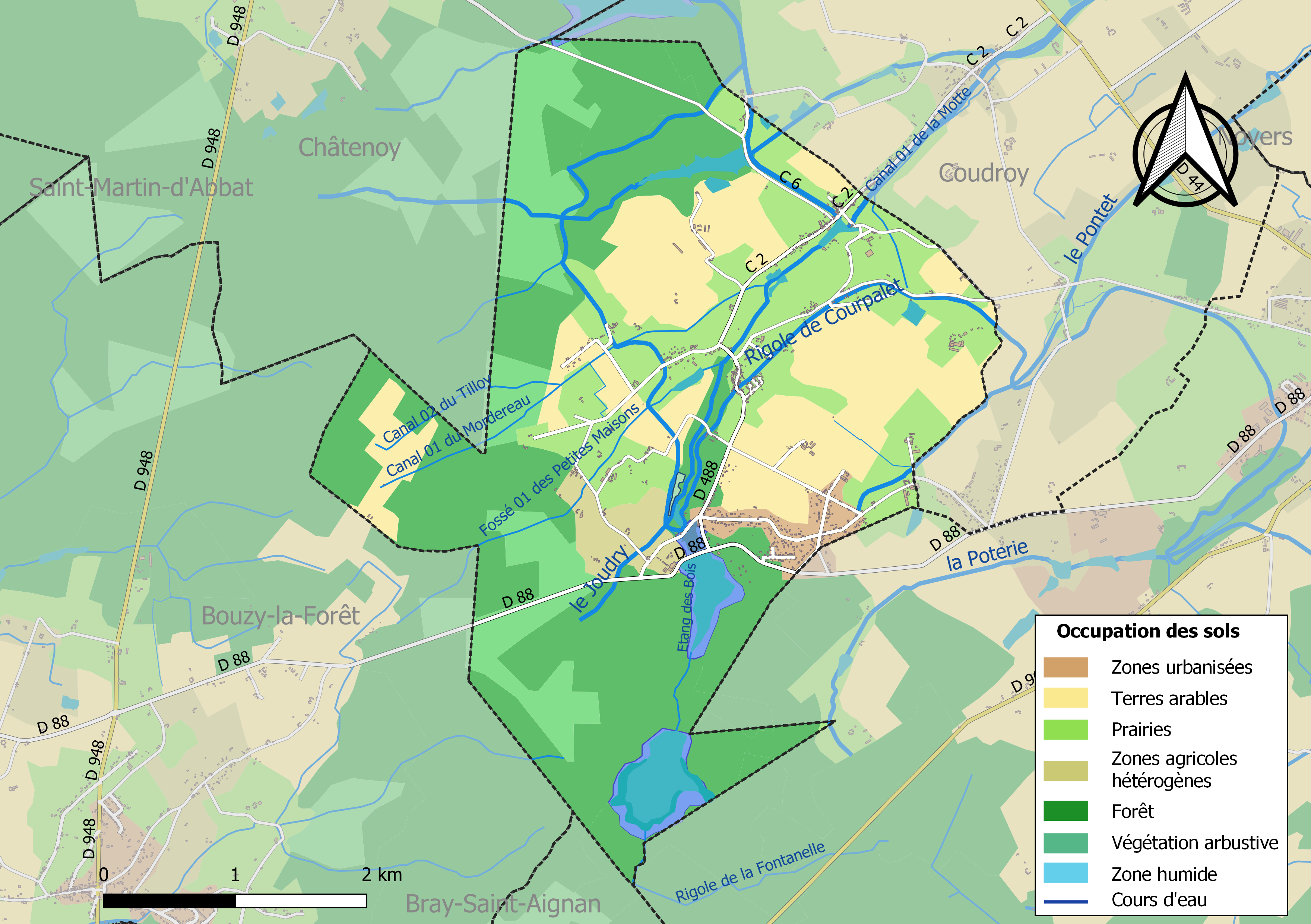
Carte des infrastructures et de l'occupation des sols de la commune en 2018 (CLC).
Carte orthophotographique de la commune en 2016.

### Logement
En 2014, le nombre total de logements dans la commune était de 335 (dont 98,8 % de maisons et 0,9 % d’appartements).
Parmi ces logements, 75,7 % étaient des résidences principales, 19,5 % des résidences secondaires et 4,8 % des logements vacants.
La part des ménages propriétaires de leur résidence principale s’élevait à 77,2 %.

### Voies de communication et transports

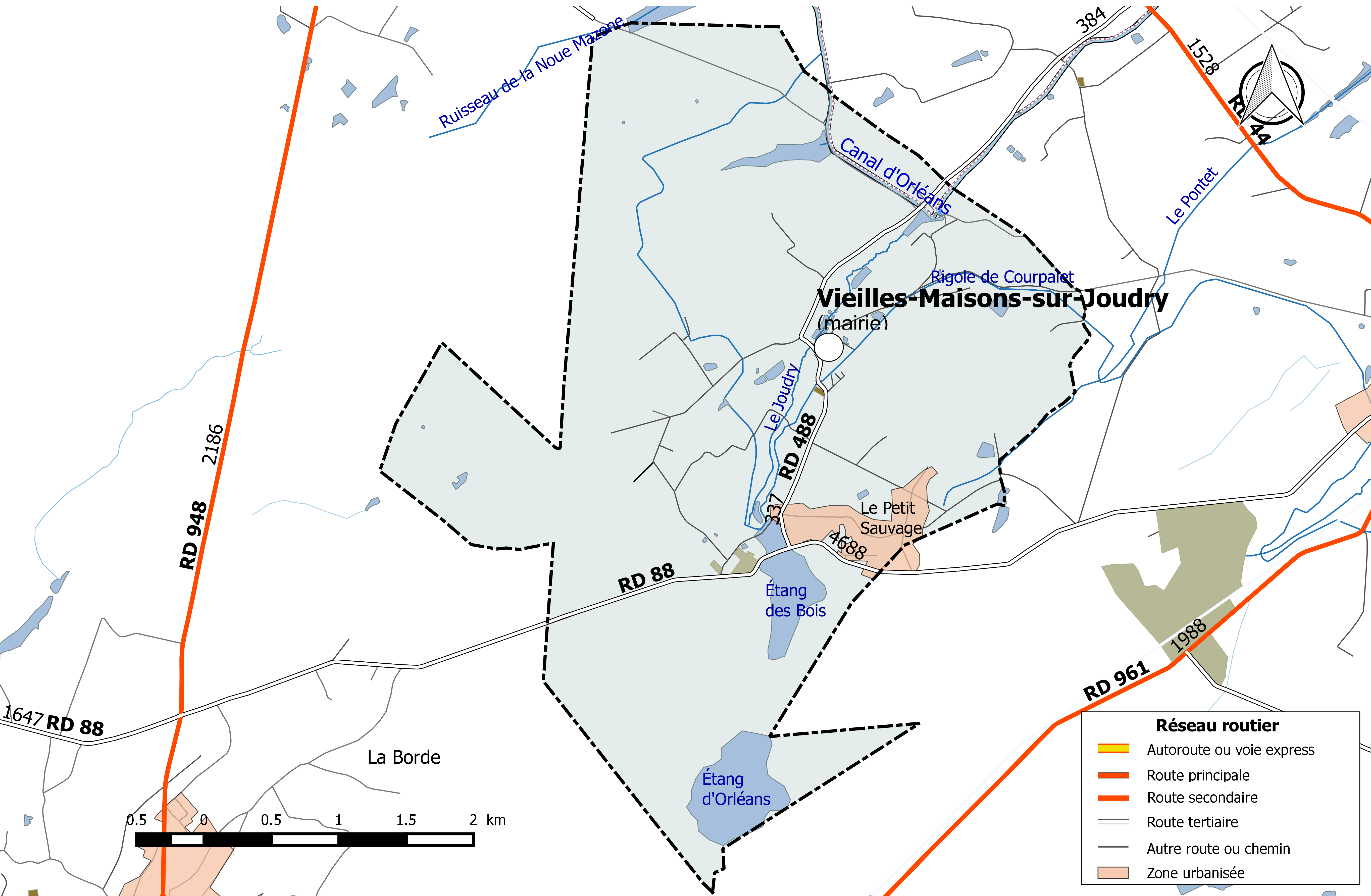
Réseau routier principal de la commune de Vieilles-Maisons-sur-Joudry (avec indication du trafic routier 2014).

#### Voies de communication
La route départementale D 88 Lorris - Saint-Aignan-des-Gués traverse la partie sud de la commune dans le sens est-ouest ; à Saint-Aignan-des-Gués elle rejoint la D 952 Châteauneuf-sur-Loire - Ouzouer-sur-Loire (route parallèle à la Loire en rive droite). La petite D 488, qui commence depuis la D 88, remonte vers le nord en suivant plus ou moins le cours du Joudry et va jusqu'à Coudroy.

### Risques majeurs
La commune de Vieilles-Maisons-sur-Joudry est vulnérable à différents aléas naturels : climatiques (hiver exceptionnel ou canicule), mouvements de terrains ou sismique (sismicité très faible). Elle est également exposée à un risque technologique : le risque nucléaire. 
Entre 1989 et 2019, un arrêté ministériel ayant porté reconnaissance de catastrophe naturelle a été pris pour le territoire de la commune  pour des inondations et coulées de boues.

#### Risques naturels
Le territoire de la commune peut être concerné par un risque d'effondrement de cavités souterraines non connues. Une cartographie départementale de l'inventaire des cavités souterraines et des désordres de surface a été réalisée. Il a été recensé sur la commune plusieurs effondrements de cavités.
Par ailleurs, le sol du territoire communal peut faire l'objet de mouvements de terrain liés à la sècheresse. Le phénomène de retrait-gonflement des argiles est la conséquence d'un changement d'humidité des sols argileux. Les argiles sont capables de fixer l'eau disponible mais aussi de la perdre en se rétractant en cas de sècheresse. Ce phénomène peut provoquer des dégâts très importants sur les constructions (fissures, déformations des ouvertures) pouvant rendre inhabitables certains locaux. Celui-ci a particulièrement affecté le Loiret après la canicule de l'été 2003. La totalité du territoire de la commune est exposée à un aléa « moyen » face à ce risque, hormis une bande au nord du bourg en aléa « fort », selon l'échelle définie par le Bureau de recherches géologiques et minières (BRGM).
Depuis le 22 octobre 2010, la France dispose d’un nouveau zonage sismique divisant le territoire national en cinq zones de sismicité croissante. La commune, à l’instar de l’ensemble du département,  est concernée par un risque très faible.

#### Risques technologiques
Dans le domaine des risques technologiques, une partie du territoire de la commune peut être concernée par le risque nucléaire. En cas d’accident grave, certaines installations nucléaires sont en effet susceptibles de rejeter dans l’atmosphère de l’iode radioactif. Or la commune se situe en totalité à l'intérieur du périmètre de 20 km du Plan particulier d'intervention de la centrale nucléaire de Dampierre. À ce titre les habitants de la commune, comme tous ceux résidant dans le périmètre proche de 20 km de la centrale ont bénéficié, à titre préventif, d'une distribution de comprimés d’iode stable dont l’ingestion avant rejet radioactif permet de pallier les effets sur la thyroïde d’une exposition à de l’iode radioactif. En cas d'incident ou d'accident nucléaire, des consignes de confinement ou d'évacuation peuvent être données et les habitants peuvent être amenés à ingérer, sur ordre du préfet, les comprimés en leur possession.

## Politique et administration

### Découpage territorial

#### Bloc communal: Commune et intercommunalités
La paroisse de Vieilles Maisons acquiert le statut de municipalité avec le  décret du 12 novembre 1789 de l'Assemblée Nationale puis celui de « commune », au sens de l'administration territoriale actuelle, par le décret de la Convention nationale du 10 brumaire an II (31 octobre 1793). Il faut toutefois attendre la loi du 5 avril 1884 sur l'organisation municipale pour qu'un régime juridique uniforme soit défini pour toutes les communes de France, point de départ de l’affirmation progressive des communes face au pouvoir central.
La commune est orthographiée Vieilles-Maisons dans l'arrêté de 1801. En 1918, la Chambre de Commerce de Paris émet le souhait « qu'un nom de complément soit donné aux localités qui portent une dénomination identique » afin d'éviter toute confusion dans les transmissions postales et le transport des marchandises. Le gouvernement accueille favorablement cette demande et le 7 juin 1918 le préfet du Loiret invite 82 communes du Loiret ayant des homonymes dans d'autres départements à compléter leur nom. Vingt-trois conseils municipaux refusent. La commune de Vieilles-Maisons, quant à elle, prend le nom de Vieilles-Maisons-sur-Joudry à la suite du décret du 30 novembre 1918.

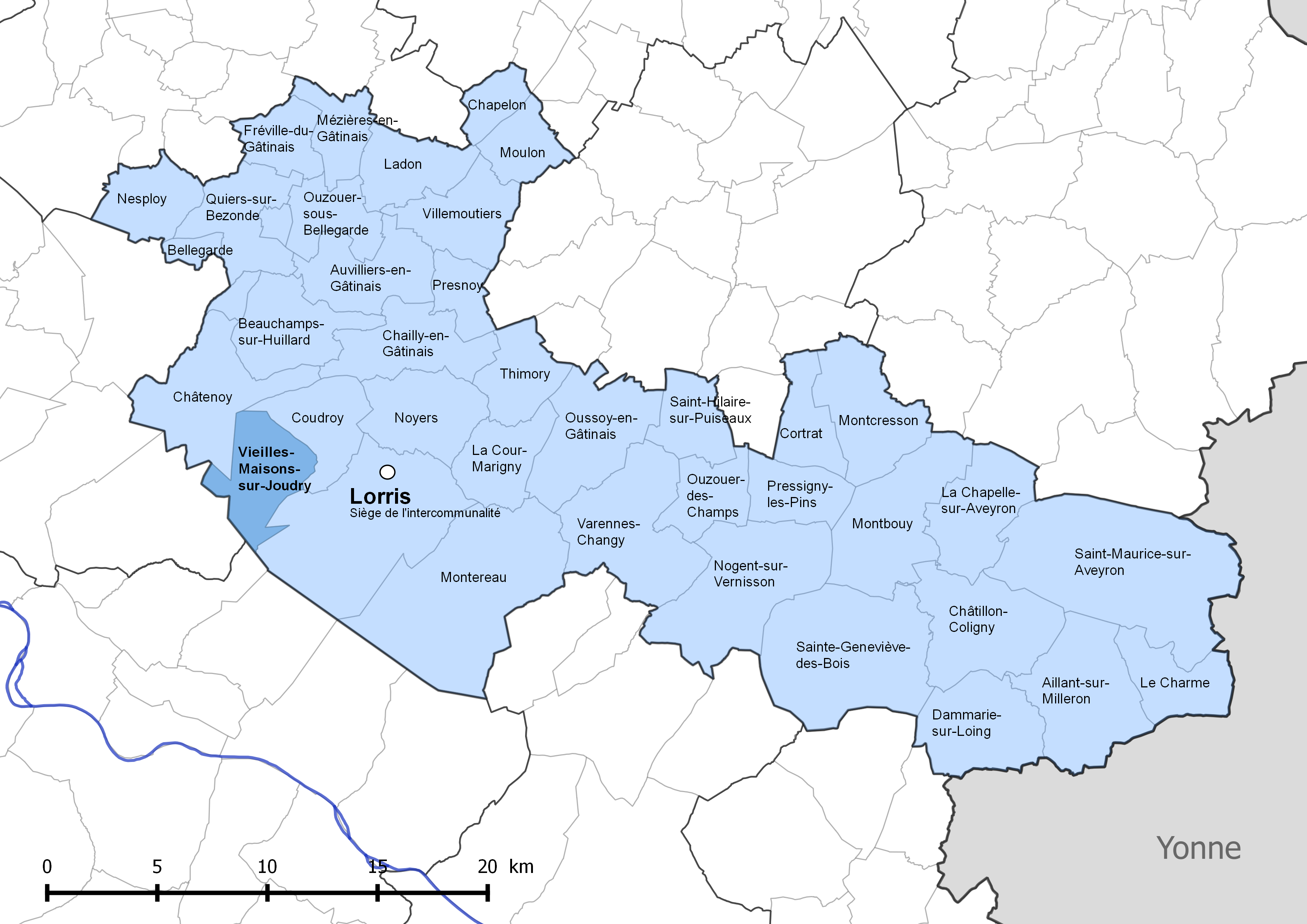
Localisation de la commune de Vieilles-Maisons-sur-Joudry dans la communauté de communes Canaux et forêts en Gâtinais.

La commune est membre de la communauté de communes du canton de Lorris, une intercommunalité qui remplace l'ancien SIVOM du canton de Lorris créé en février 1969, depuis sa création le 26 décembre 1997 jusqu'au 1er janvier 2017.
Afin de renforcer et réduire le nombre d'intercommunalités en France, la loi du 7 août 2015 portant nouvelle organisation territoriale de la République (dite loi NOTRe) fait passer le seuil démographique minimal de 5 000 à 15 000 habitants pour constituer une intercommunalité, sauf exceptions. Le schéma départemental de coopération intercommunale du Loiret est arrêté sur ces bases le 30 mars 2016 et le nombre d'établissements publics de coopération intercommunale à fiscalité propre passe dans le département du Loiret de 28 (2 communautés d'agglomération et 26 communautés de communes) à 16 (deux communautés d'agglomération et 14 communautés de communes dont une interdépartementale). Les communautés de communes du canton de Lorris et canton de Châtillon-Coligny et du Bellegardois fusionnent ainsi à compter du 1er janvier 2017 en une seule entité : la communauté de communes Canaux et forêts en Gâtinais, dont le siège est à Lorris. Cette nouvelle intercommunalité comprend 38 communes dont  Vieilles-Maisons-sur-Joudry.

#### Circonscriptions de rattachement
La loi du 22 décembre 1789 divise le pays en 83 départements découpés chacun en six à neuf districts eux-mêmes découpés en cantons regroupant des communes. Les districts, tout comme les départements, sont le siège d’une administration d’État et constituent à ce titre des circonscriptions administratives. La commune de Vieilles Maisons est alors incluse dans le canton de Lorris, le district de Montargis et le département du Loiret.
La recherche d’un équilibre entre la volonté d’organiser une administration dont les cadres permettent l’exécution et le contrôle des lois d’une part, et la volonté d’accorder une certaine autonomie aux collectivités de base (paroisses, bourgs, villes) d’autre part, s’étale de 1789 à 1838. Les découpages territoriaux évoluent ensuite au gré des réformes visant à décentraliser ou recentraliser l'action de l'État. La régionalisation fonctionnelle des services de l'État (1945-1971) aboutit à la création de régions. L'acte I de la décentralisation de 1982-1983 constitue une étape importante en donnant l'autonomie aux collectivités territoriales, régions, départements et communes. L'acte II intervient en 2003-2006, puis l'acte III en 2012-2015.
Le tableau suivant présente les rattachements, au niveau infra-départemental, de la commune de Vieilles-Maisons-sur-Joudry aux différentes circonscriptions administratives et électorales ainsi que l'historique de l'évolution de leurs territoires.
| Circonscription             | Nom                | Période   | Type                         | Évolution du découpage territorial |
| --------------------------- | ------------------ | --------- | ---------------------------- | --- |
| District                    | Montargis          | 1790-1795 | Administrative               | La commune est rattachée au district de Montargis de 1790 à 1795,. La Constitution du 5 fructidor an III, appliquée à partir de vendémiaire an IV (1795) supprime les districts, rouages administratifs liés à la Terreur, mais maintient les cantons qui acquièrent dès lors plus d'importance. |
| Canton                      | Lorris             | 1790-1801 | Administrative et électorale | Le 10 février 1790, la municipalité de Vieilles Maisons est rattachée au canton de Lorris,. Les cantons sont supprimés, en tant que découpage administratif, par une loi du 26 juin 1793, et ne conservent qu'un rôle électoral. Ils permettent l’élection des électeurs du second degré chargés de désigner les députés. Les cantons acquièrent une fonction administrative avec la disparition des districts en 1795. |
| Canton                      | Lorris             | 1801-2015 | Administrative et électorale | Sous le Consulat, un redécoupage territorial visant à réduire le nombre de justices de paix ramène le nombre de cantons dans le Loiret de 59 à 31. Vieilles Maisons est alors rattachée par arrêté du 9 vendémiaire an X (30 septembre 1801) au canton de Lorris, sous le nom de Vieilles-Maisons,. |
| Canton                      | Lorris             | 2015-     | Électorale                   | La loi du 17 mai 2013 et ses décrets d'application publiés en février et mars 2014 introduisent un nouveau découpage territorial pour les élections départementales. La commune est alors rattachée au nouveau canton de Lorris. Depuis cette réforme, plus aucun service de l'État n'exerce sa compétence sur un territoire s'appuyant sur le nouveau découpage cantonal. Le canton a disparu en tant que circonscription administrative de l'État ; il est désormais uniquement une circonscription électorale dédiée à l'élection d'un binôme de conseillers départementaux siégeant au conseil départemental. |
| Arrondissement              | Montargis          | 1801-     | Administrative               | Vieilles-Maisons est rattachée à l'arrondissement de Montargis depuis sa création en 1801,. |
| Circonscription législative | 6e circonscription | 2010-     | Électorale                   | Lors du découpage législatif de 1986, le nombre de circonscriptions législatives passe dans le Loiret de 4 à 5. Un nouveau redécoupage intervient en 2010 avec la loi du 23 février 2010. En attribuant un siège de député « par tranche » de 125 000 habitants, le nombre de circonscriptions par département varie désormais de 1 à 21,. Dans le Loiret, le nombre de circonscriptions passe de cinq à six. Vieilles-Maisons-sur-Joudry, initialement rattachée à la cinquième circonscription, est, après 2010, rattachée à la sixième circonscription.                                                        |

#### Collectivités de rattachement
La commune de Vieilles-Maisons-sur-Joudry est rattachée au département du Loiret et à la région Centre-Val de Loire, à la fois circonscriptions administratives de l'État et collectivités territoriales.

### Politique et administration municipales

#### Conseil municipal et maire
Depuis les élections municipales de 2014, le conseil municipal  de Vieilles-Maisons-sur-Joudry, commune de moins de 1 000 habitants, est élu au scrutin majoritaire plurinominal à deux tours, les électeurs pouvant modifier les listes, panacher, ajouter ou supprimer des candidats sans que le vote soit nul,  pour un mandat de six ans renouvelable. Il est composé de 15 membres. L'exécutif communal est constitué par le maire, élu par le conseil municipal, parmi ses membres, pour un mandat de six ans, c'est-à-dire pour la durée du mandat du conseil.
| Période   | Période   | Identité       | Étiquette    | Qualité                                            |
| --------- | --------- | -------------- | ------------ | -------------------------------------------------- |
| mars 1971 | mars 2008 | Guy Parmentier | PCF puis DVG | Conseiller général du canton de Lorris (1996-2011) |
| mars 2008 | En cours  | Daniel Leroy,  |              | Ancien agriculteur exploitant                      |

## Équipements et services

### Environnement

#### Gestion des déchets
En  2016, la commune est membre du SICTOM de la région de Châteauneuf-sur-Loire, créé en 1976. Celui-ci assure la collecte et le traitement des ordures ménagères résiduelles, des emballages ménagers recyclables  et des encombrants en porte à porte et du verre en points d’apport volontaire. Un réseau de dix déchèteries accueille les encombrants et autres déchets spécifiques (déchets verts, déchets dangereux, gravats, ferraille, cartons…). La déchèterie la plus proche est située sur la commune de Lorris. L'élimination et la valorisation énergétique des déchets ménagers et de ceux issus de la collecte sélective sont effectuées par le SYCTOM de Gien-Châteauneuf-sur-Loire qui comprend un centre de transfert de déchets ménagers et un centre de stockage de déchets ultimes (CSDU) de classe II à Saint-Aignan-des-Gués ainsi qu'une usine d’incinération des ordures ménagères à Gien-Arrabloy.
Depuis le 1er janvier 2017, la « gestion des déchets ménagers » ne fait plus partie des compétences de la commune mais est une compétence obligatoire de la communauté de communes Canaux et Forêts en Gâtinais en application de la loi NOTRe du 7 août 2015.

#### Production et distribution d'eau
Le service public d’eau potable est une compétence obligatoire des communes depuis l’adoption de la loi du 30 décembre 2006 sur l’eau et les milieux aquatiques. Au 31 décembre 2016, la production et la distribution de l'eau potable sur le territoire communal sont assurées par le syndicat intercommunal d'alimentation en eau potable de Lorris, un syndicat créé en 1971 desservant quatre communes : Coudroy, Lorris, Noyers etVieilles-Maisons-sur-Joudry,,.
La loi NOTRe du 7 août 2015 prévoit que le transfert des compétences « eau et assainissement » vers les communautés de communes sera obligatoire à compter du 1er janvier 2020. Le transfert d’une compétence entraîne  de  facto la mise à disposition gratuite de plein droit des biens, équipements et services publics utilisés, à la date du transfert, pour l'exercice de ces compétences et la substitution de la communauté dans les droits et obligations des communes,.

#### Assainissement
La compétence assainissement, qui recouvre obligatoirement la collecte, le transport et l’épuration des eaux usées, l’élimination des boues produites, ainsi que le contrôle des raccordements aux réseaux publics de collecte, est assurée  par la commune elle-même.
La commune est raccordée à une station d'épuration située sur le territoire communal, mise en service le 1er janvier 1990 et dont la capacité nominale de traitement est de 675 EH, soit 95 m3/jour. Cet équipement utilise un procédé d'épuration de type lagunage naturel,.
L’assainissement non collectif (ANC) désigne les installations individuelles de traitement des eaux domestiques qui ne sont pas desservies par un réseau public de collecte des eaux usées et qui doivent en conséquence traiter elles-mêmes leurs eaux usées avant de les rejeter dans le milieu naturel. La communauté de communes du canton de Lorris a créé, par transfert de compétences de ses communes adhérentes, le service public d'assainissement non collectif (SPANC), qui a pour mission de contrôler les installations neuves et existantes, la mise en place d’un service de vidange et la réhabilitation des installations,. Depuis le 1er janvier 2017, c'est la communauté de communes Canaux et Forêts en Gâtinais, issue de la fusion de la communauté de communes du canton de Lorris, de la communauté de communes de Châtillon-Coligny et de la communauté de communes du Bellegardois, qui assure, par substitution, le SPANC.

## Population et société

### Démographie
L'évolution du nombre d'habitants est connue à travers les recensements de la population effectués dans la commune depuis 1793. Pour les communes de moins de 10 000 habitants, une enquête de recensement portant sur toute la population est réalisée tous les cinq ans, les populations de référence des années intermédiaires étant quant à elles estimées par interpolation ou extrapolation. Pour la commune, le premier recensement exhaustif entrant dans le cadre du nouveau dispositif a été réalisé en 2007.
En 2022, la commune comptait 621 habitants, en évolution de −3,27 % par rapport à 2016 (Loiret : +1,89 %, France hors Mayotte : +2,11 %).
| 1793 | 1800 | 1806 | 1821 | 1831 | 1836 | 1841 | 1846 | 1851 |
| ---- | ---- | ---- | ---- | ---- | ---- | ---- | ---- | ---- |
| 473  | 431  | 392  | 416  | 436  | 507  | 513  | 560  | 602  |

| 1856 | 1861 | 1866 | 1872 | 1876 | 1881 | 1886 | 1891 | 1896 |
| ---- | ---- | ---- | ---- | ---- | ---- | ---- | ---- | ---- |
| 625  | 600  | 640  | 601  | 670  | 589  | 559  | 570  | 577  |

| 1901 | 1906 | 1911 | 1921 | 1926 | 1931 | 1936 | 1946 | 1954 |
| ---- | ---- | ---- | ---- | ---- | ---- | ---- | ---- | ---- |
| 503  | 514  | 521  | 455  | 419  | 379  | 403  | 388  | 346  |

| 1962 | 1968 | 1975 | 1982 | 1990 | 1999 | 2006 | 2007 | 2012 |
| ---- | ---- | ---- | ---- | ---- | ---- | ---- | ---- | ---- |
| 317  | 332  | 353  | 336  | 345  | 462  | 558  | 572  | 630  |

| 2017 | 2022 | - | - | - | - | - | - | - |
| ---- | ---- | - | - | - | - | - | - | - |
| 638  | 621  | - | - | - | - | - | - | - |

### Tourisme, loisirs
Le sentier de grande randonnée GR3B traverse la commune dans le sens approximatif nord-sud. Il est rejoint dans le nord-est de la commune par le sentier de grande randonnée de pays (GRP) du Gâtinais.
Une base de loisirs se trouve sur la rive Est de l'étang des Bois.

## Économie

### Revenus de la population et fiscalité
Le nombre de ménages fiscaux en 2013 était de 243 et la  médiane du revenu disponible par unité de consommation  de 19 603 €.

### Emploi
En 2014, le nombre total d'emplois au lieu de travail était de 81.
Le taux d'activité de la population âgée de 15 à 64 ans s'élevait à 77 % contre un taux de chômage de 8,9 %.

### Entreprises et commerces
En 2015, le nombre d’établissements actifs était de 51 dont 10 dans l’agriculture-sylviculture-pêche, 3 dans l'industrie, 6 dans la construction, 28 dans le commerce-transports-services divers et 4 étaient relatifs au secteur administratif.
Cette même année, 3 entreprises ont été créées, dont 2 par des auto-entrepreneurs.

## Culture locale et patrimoine

### Monuments et lieux touristiques
- Église Saint Pierre avec son caquetoire fin du XVIIIe siècle, début du XIXe siècle, rénovée en 2011.
- Site et biefs de Grignon sur le canal d'Orléans[3] ;
- Site d'écluse dit écluse du Bas-de-Grignon[95] ;
- Maison de la direction des canaux d'Orléans et du Loing[96] ;

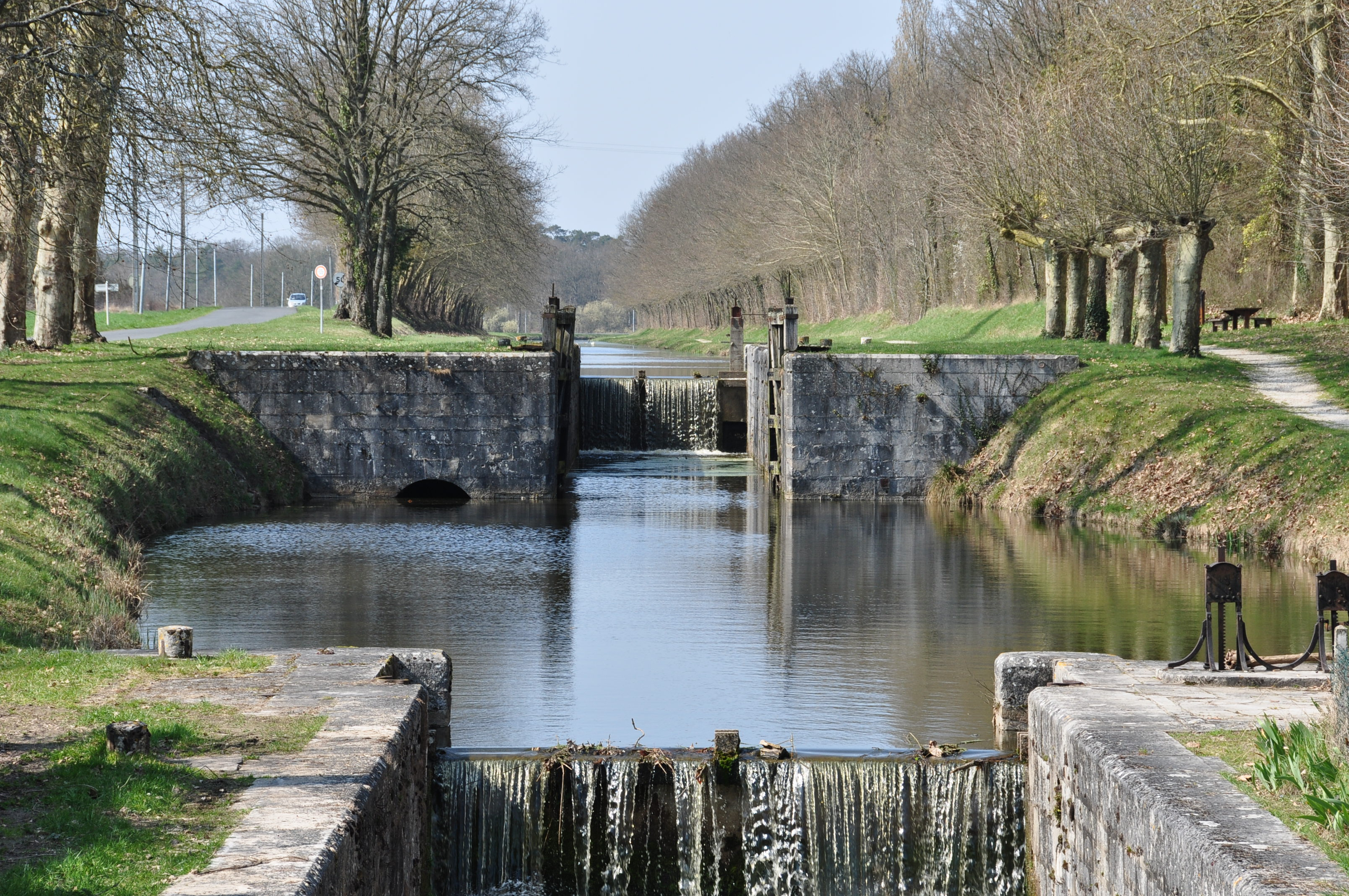
Écluse du bief de Grignon sur le canal d'Orléans.
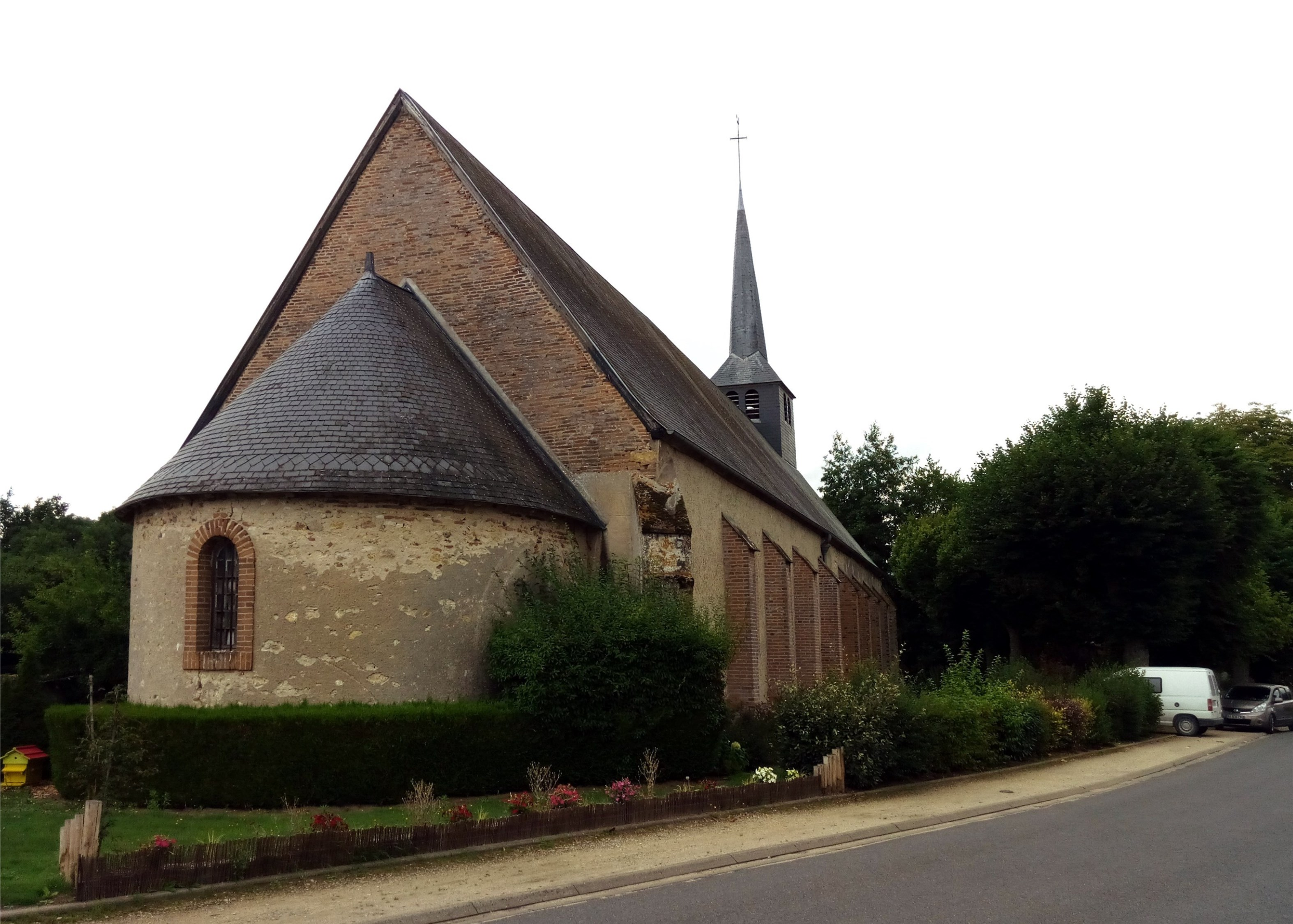
Église Saint-Pierre.
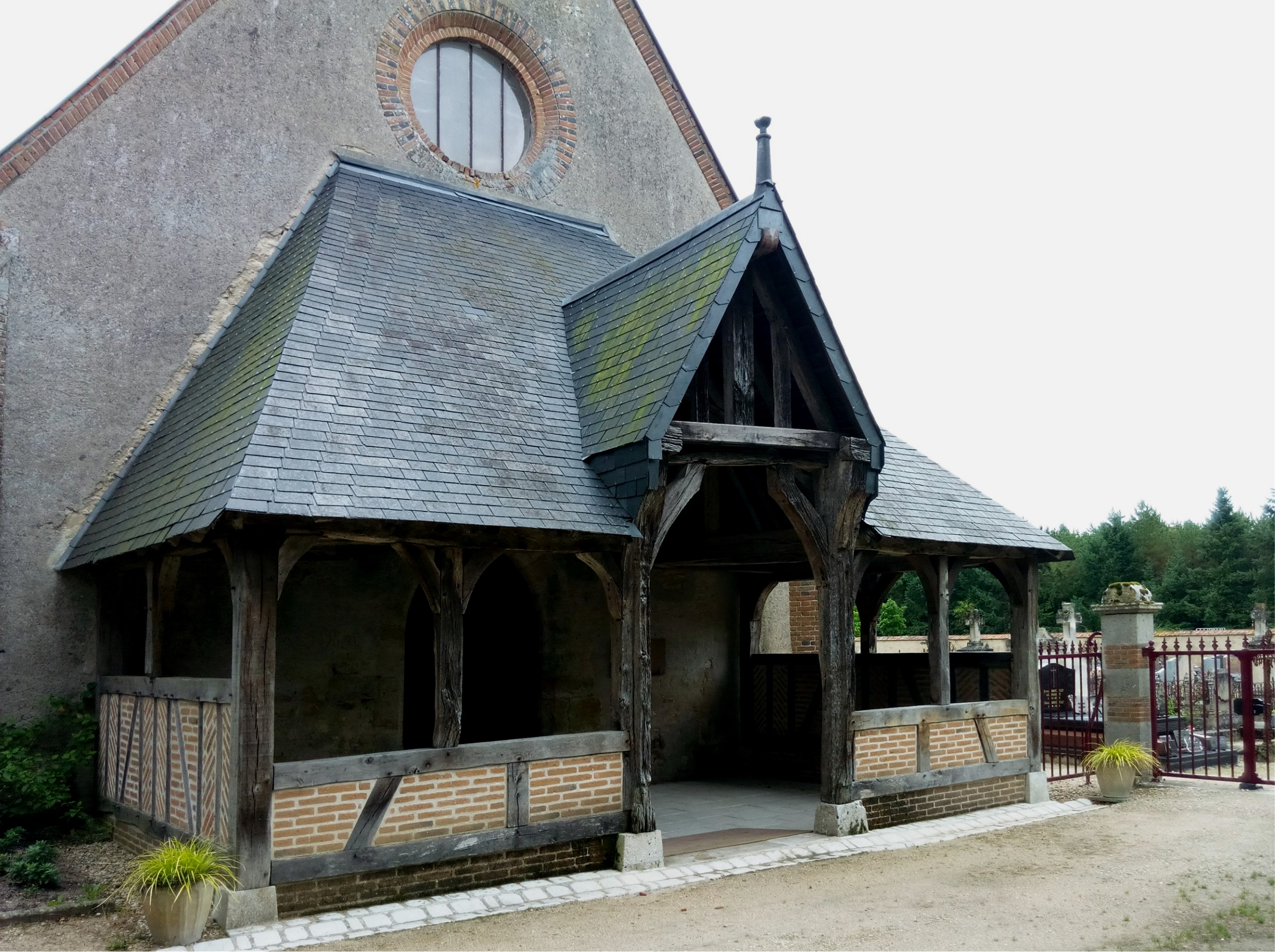
Caquetoire de l’église Saint-Pierre.

### Personnalités liées à la commune
Le syndicaliste Georges Séguy y résidait pendant sa retraite et y est inhumé.